# Cotesia euphydryidis
Cotesia euphydryidis är en stekelart som först beskrevs av Muesebeck 1921.  Cotesia euphydryidis ingår i släktet Cotesia och familjen bracksteklar. Inga underarter finns listade i Catalogue of Life.